# Distretto di Valky
Il distretto di Valky (in ucraino Шевченківський район?) era un distretto (rajon) dell'Ucraina, situato nell'oblast' di Charkiv. Il suo capoluogo era Valky.
È stato soppresso con la riforma amministrativa del 2020.